# William Ramsey (architecte)
Pour les articles homonymes, voir William Ramsey.
William Ramsey (actif vers 1323 – mort en 1349) est un architecte anglais du gothique. Il est issu d'une lignée de maîtres-tailleurs de pierre anglais actifs à l'abbaye de Ramsey, la cathédrale de Norwich, la cathédrale d'Ely et, selon l'historien de l'art John Harvey, à Paris.
William Ramsey est l'architecte du chapitre du vieux Saint-Paul (1332, détruit), l'une des premières manifestations du gothique perpendiculaire, et le presbytère de Lichfield (1337). Il a participé à la direction des travaux de la chapelle Saint-Étienne (aujourd'hui détruite) du Palais de Westminster. En 1335, Ramsey fut nommé maître d’œuvre de la Maison du Roi, responsable de la Tour de Londres. Ramsey est mort de la peste en 1349.
Sa fille, Agnes Ramsey, a poursuivi son travail à sa mort